# Akademie für Soziologie
Die Akademie für Soziologie ist eine wissenschaftliche Vereinigung zur Förderung der empirisch-analytischen Soziologie in Forschung und Lehre.

## Geschichte und Ziele des Vereins
Im April 2017 wurde ein Gründungsaufruf veröffentlicht. Unterzeichner waren 112 Wissenschaftler, die Mehrzahl davon Professoren der Soziologie. Die Gründungsversammlung fand im Juli desselben Jahres in Mannheim statt. Die Vereinsziele bestehen in der Förderung einer empirisch-analytischen Soziologie, welche die Mitglieder in den übrigen sozialwissenschaftlichen Fachverbänden nicht ausreichend repräsentiert sehen. Beispielhafte konkrete Forderungen sind dem Gründungsaufruf zu entnehmen:
- In der soziologischen Lehre müssen „verstärkt Kenntnisse systematischer und stringenter Theoriekonstruktion, moderner empirischer Methoden und grundlegender wissenschaftstheoretischer Kriterien berücksichtigt werden“.
- Der interdisziplinäre Austausch mit Politikwissenschaft, (Sozial-)Psychologie, Ökonomik, aber auch Informatik oder Neurowissenschaften soll gestärkt werden.
- Replikationen sowie allgemeiner die Transparenz des Forschungsprozesses sollen gefördert werden.
- Forschungsergebnisse sollen für eine „evidenzbasierte Politikberatung“ genutzt werden.

Die Gründung des Vereins wird innerhalb der Soziologie zum Teil kritisiert. Jörg Strübing warf in einer Reihe von Blogbeiträgen auf der Webseite der Deutschen Gesellschaft für Soziologie der Akademie vor, die Vielfalt der Soziologie nicht wertzuschätzen und das Fach auf bestimmte Ansätze verengen zu wollen. Journalistische Kommentare in der Wochenzeitung  der Freitag und in der Frankfurter Allgemeine Zeitung zogen Parallelen zum Positivismusstreit in den Sechzigerjahren.
Die Akademie wird von der Deutschen Forschungsgemeinschaft als eine der beiden Fachgesellschaften für den Fachbereich Empirische Sozialforschung anerkannt und ist zudem eine vorschlagsberechtigte Fachgesellschaft für den Rat für Sozial- und Wirtschaftsdaten.

## Vorstand
- Vorsitzender: Rolf Becker (Universität Bern)
- Stellvertretende Vorsitzende: Katrin Auspurg (LMU München)
- Schriftführung: Malte Reichelt (Universität Erlangen-Nürnberg)
- Schatzmeister: Felix Wolter (Universität Konstanz)

Beisitzer:
- Martin Abraham (Universität Erlangen-Nürnberg)
- Gunnar Otte (Universität Mainz)
- Anina Schwarzenbach (Universität Bern)
- Richard Traunmüller (Universität Mannheim)

## Kongresse der Akademie für Soziologie
- April 2018 in München – Wachsende Ungleichheit – gespaltene Gesellschaft? Aktuelle Beiträge der empirisch-analytischen Soziologie[7][8]
- September 2019 in Konstanz – Digital Societies[9]
- September 2021 als Online-Tagung – Cohesive Societies[10]
- August 2023 in Bern – Knowledge Societies
- Oktober 2025 in Mainz – Societal Challenges - Sociological Answers?